# Maria Walsh
Maria Walsh, född den 11 juni 1987 i Boston, Massachusetts, är en irländsk politiker (Fine Gael). Hon blev invald i Europaparlamentet 2019.

## Biografi
Walsh föddes i Boston i USA, men växte upp i Irland. Hon tog examen i journalistik och media 2009 från en skola i Dublin och började sedan jobba med produktion av TV-program och arbetade i både New York, Philadelphia och Dublin. Hon flyttade till USA för att jobba med mode, men hon flyttade hem till Irland 2015.
Festivalen "Rose of Tralee" firas varje år i Irland, och när Walsh var 27 år, 2014, vann hon titeln "Tralee Rose", något som många konkurrerade om. Fem dagar innan avslöjade hon att hon är lesbisk.
Walsh är numera den yngsta irländska medlemmen i Europaparlamentet efter att hon blev vald 2019. Numera är hon ledamot för utskottet för sysselsättning och sociala frågor, utskottet för kultur och utbildning och delegationen för förbindelsen med USA, samt suppleant för utskottet för fri-och rättigheter samt rättsliga och inrikes frågor, delegationen till den gemensamma parlamentariska församlingen Osaks–EU och delegationen till den parlamentariska församlingen Afrika-EU. Hon är dessutom vice ordförande för den tvärpolitiska gruppen för hbtqi-frågor.